# Atteva aurea
Espèce
Atteva aurea est une espèce de lépidoptères de la famille des Attevidae, observée couramment aux États-Unis. Elle était auparavant connue sous le nom d’Atteva punctella.

## Origine et plantes-hôtes
L'espèce est considérée comme originaire du Sud de la Floride et d'Amérique tropicale, où sa chenille vit sur l'arbre Simarouba glauca. Un autre arbre, l'ailante (Ailanthus altissima), originaire de Chine, a été largement introduit en Amérique, et Atteva aurea s'est adapté à cette nouvelle plante-hôte. 
L'ailante est considéré comme une espèce envahissante, bien qu'il soit encore vendu par les pépiniéristes essentiellement parce que c'est l'une des espèces qui croissent dans les lieux pollués ou difficiles à planter. Atteva aurea peut être un ravageur d'importance mineure dans les pépinières, mais il est rare qu'elle provoque des dommages graves.

## Cycle de vie
La chenille construit des nids sur la plante hôte en enserrant deux à trois folioles dans un réseau de soie. Ensuite, elle consomme les feuilles. Les chenilles ont une large bande brune à vert clair sur le dos, et plusieurs minces rayures alternativement blanche et vert olive sur leurs flancs. Les adultes sont diurnes et sont des agents pollinisateurs.
Le papillon ne survit pas aux hivers froids, mais migre vers le nord chaque année, de sorte qu'il est souvent observé en été aux États-Unis et, occasionnellement, dans l'Est du Canada.